# Zentrale Unterbringungseinrichtung
Eine Zentrale Unterbringungseinrichtung, kurz ZUE, dient im deutschen Bundesland Nordrhein-Westfalen (NRW) der Unterbringung von Flüchtlingen nach ihrem Aufenthalt in einer Erstaufnahmeeinrichtung (EAE, auch ZAE). Flüchtlinge sollen theoretisch maximal drei Monate in den ZUE bleiben, bis sie an einzelne Kommunen weitervermittelt werden.

## Aufgaben, Gesetzliche Grundlage
Flüchtlinge werden in NRW zunächst in einer Erstaufnahmeeinrichtung (EAE) untergebracht und dort registriert, erkennungsdienstlich erfasst und ärztlich untersucht. Sie haben dort die Möglichkeit, ein Asylgesuch beim BAMF zu stellen. Anschließend werden sie einer ZUE der jeweiligen Bezirksregierung zugewiesen und von dort auf kommunale Einrichtungen weiterverteilt. Während des Aufenthalts eines Flüchtlings in einer Erstaufnahmeeinrichtung oder ZUE kommt das Bundesland, vertreten durch die jeweils zuständige Bezirksregierung, für die gesundheitliche Versorgung auf. Sobald ein Flüchtling einer Kommune zugewiesen wird, übernimmt die zuständige Gemeinde die Kosten.
Zentrale Unterbringungseinrichtungen sind in § 9 der nordrhein-westfälischen Ausländerwesen-Zuständigkeitsverordnung (ZustAVO) geregelt. Es gibt in NRW 33 Zentrale Unterbringungseinrichtungen (Stand: November 2018). Bestimmte Zentrale Unterbringungseinrichtungen sind als Unterkünfte für besonders schutzbedürftige Personengruppen im Sinne von Art. 21 der EU-Aufnahmerichtlinie ausgewiesen – beispielsweise Menschen mit Behinderung, ältere Menschen, allein reisende Frauen, Schwangere und Traumatisierte. Sogenannte „Schwerpunkteinrichtungen“ dienen hingegen der effizienteren Umsetzung von Abschiebungen direkt aus den Landeseinrichtungen. Abzugrenzen sind ZUE von sogenannten „Notunterkünften“: Diese unterscheiden sich dadurch von einer ZUE, dass ihr Status noch nicht dauerhaft als Unterbringungseinrichtung geklärt ist.

## Standorte, Geschichte
Zu den Zentralen Unterbringungseinrichtungen in Nordrhein-Westfalen zählen Standorte in Bielefeld, Dortmund, Düren, Bonn, Schleiden, Euskirchen, Sankt Augustin, Wegberg, Kreuzau, Unna, Wickede, Rees, Olpe, Hamm, Hemer und Schöppingen. In Münster besteht eine ZUE auf dem Gelände der ehemaligen York-Kaserne in Gremmendorf. Anfang 2020 gab es 28 Zentrale Unterbringungseinrichtungen in NRW, jeweils für 160 bis 1.200 Personen ausgelegt. Zur Belegungssituation wird dem Landtag regelmäßig ein Bericht des MKJFGFI zum „Sachstand staatliches Asylsystem“ vorgelegt.
Zentrale Unterbringungseinrichtungen sind in Anpassung an den Bedarf neu eröffnet bzw. geschlossen oder angepasst worden. So entschied NRW im Oktober 2019 aufgrund sinkender Flüchtlingszahlen, die aktiv betriebenen Plätze in den landeseigenen ZUEn von rund 25.000 auf knapp 20.000 zu verkleinern und hierfür acht Standorte zu schließen. 2021 wurde die ZUE Soest eröffnet. Im Jahr 2022 wurden die ZUE Wegberg und die ZUE Bonn für Flüchtlinge aus der Ukraine geöffnet.
Die ZUE Schöppingen war im Jahr 1992 in einer ehemaligen NATO-Kaserne eröffnet worden (damals noch nicht unter der Bezeichnung ZUE). Sie wurde zum Jahresende 2021 geschlossen, und zugleich wurde nach weiteren Standorten gesucht, um die Kapazitäten zu erhöhen, die Flüchtlingszahlen erneut angestiegen und aufgrund der COVID-19-Pandemie ein höherer Platzbedarf in den Einrichtungen bestand. Im März 2022 wurde der Entschluss bekanntgegeben, sie zu reaktivieren, um noch im selben Monat Kriegsflüchtlinge aus der Ukraine unterzubringen. Eine weitere lang bestehende Einrichtung war die ZUE Hemer, die 1993 gegründet und 2017 geschlossen wurde.

## Kritik
Teils wird kritisiert, dass die Situation in zentralen Unterbringungseinrichtungen trotz erhöhter Polizeipräsenz problematisch sei.

## Einrichtungen in anderen Bundesländern
Auf bundesdeutscher Ebene schreibt § 53 Abs. 1 des Asylgesetzes (AsylG) die zentrale Unterbringung in Gemeinschaftsunterkünften als Regelfall vor. Im Unterschied hierzu sieht zum Beispiel das Leverkusener Modell eine die dezentrale Unterbringung von Flüchtlingen vor. In Bayern bestehen sogenannte Ankerzentren, in denen Flüchtlinge unterkommen sollen, bis sie in Kommunen verteilt oder aber in ihr Herkunftsland abgeschoben werden. (Siehe allgemeiner: Flüchtlingsunterkunft (Deutschland)).